# Central and Eastern European Migration Review
Central- och Östeuropa Migration Review  är en engelskspråkig vetenskaplig tidskrift. Det publiceras av Universitetet i Warszawa och Polska Vetenskapsakademien, och fokuserar på bestämningsfaktorer, mekanismer och konsekvenser av internationell migration och migrationspolitik, integration och etniska relationer, med speciellt fokus på Central- och Östeuropa.